# 졸린거 엘리슨 증후군
졸린거 엘리슨 증후군(Zollinger–Ellison syndrome, ZES)은 종양으로 인해 위가 너무 많은 산을 분비하여 위궤양을 일으키는 질병이다. 증상으로는 복통과 설사가 있다.
이 증후군은 가스트린이라는 호르몬을 분비하는 신경내분비 종양인 가스트린종에 의해 발병한다. 이 호르몬은 과도한 위산을 분비하며 위점막의 성장과 벽세포, ECL 세포의 확산을 일으킨다.

## 증상
졸린거 엘리슨 증후군이 있는 환자는 복통과 설사를 경험할 수 있다.
- 지방변을 포함한 만성 설사
- 식도 통증 (특히 야간에 식사할 때 또는 식사 후)
- 메스꺼움
- 천명
- 토혈
- 영양 부족
- 식욕 감소

가스트린종은 하나의 종양 또는 여러 개의 소형 종양으로 나타날 수 있다.

## 치료
양성자 펌프 억제제(예: 오메프라졸, 란소프라졸)와 히스타민 H2 수용체(예: 파모티딘, 라니티딘)를 복용하면 산의 분비를 늦출 수 있다. 위산이 억제되면 증상은 일반적으로 개선된다.